# St. Felicitas (Roggden)

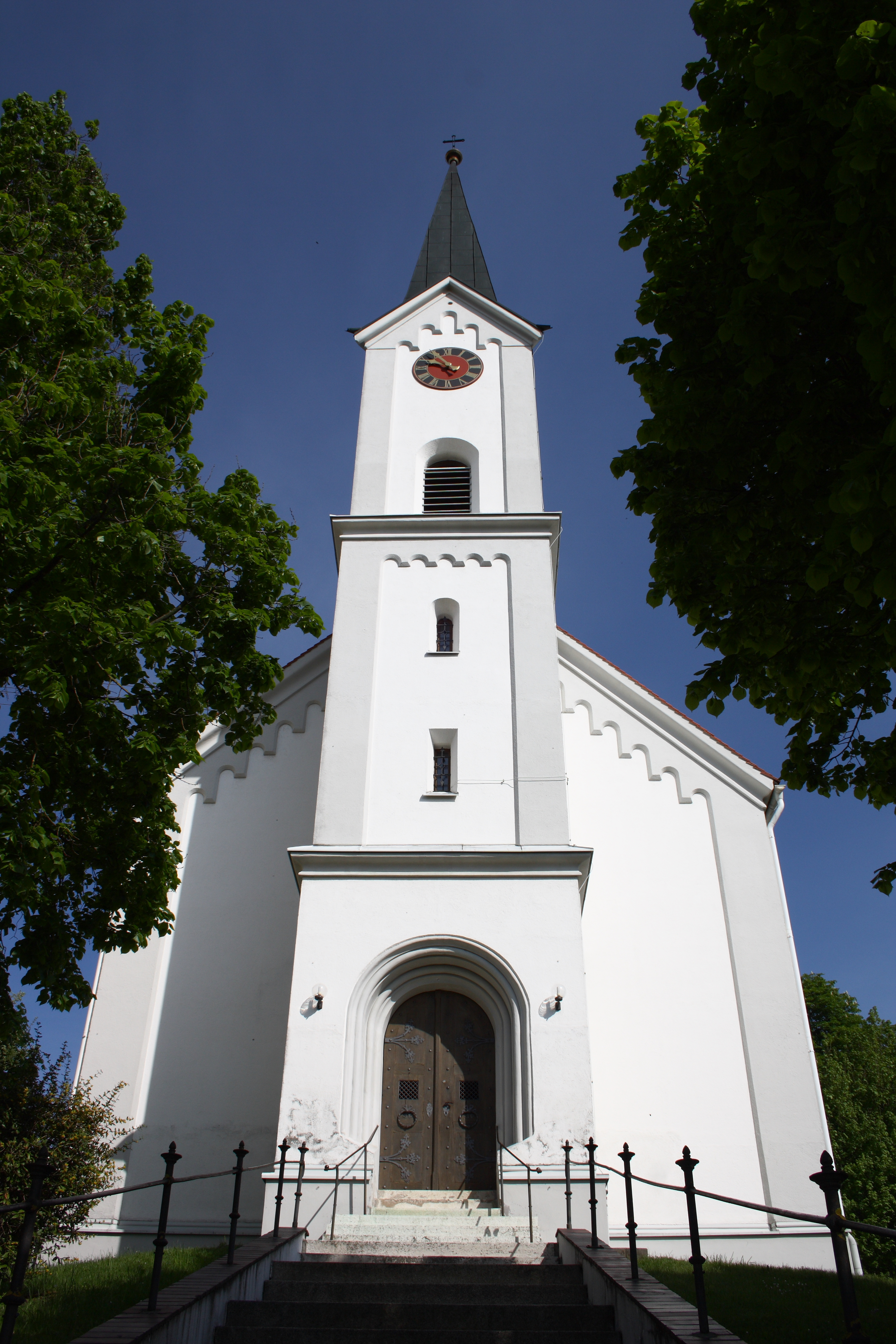
St. Felizitas in Roggden

Die katholische Filialkirche St. Felicitas in Roggden, einem Stadtteil von Wertingen im schwäbischen Landkreis Dillingen an der Donau, wurde ab 1837 errichtet. Das Gebäude ist ein geschütztes Baudenkmal.

## Beschreibung
Die der heiligen Felicitas geweihte Kirche wurde ab 1837 durch Leonhard Christa errichtet. Der nach Norden gerichtete, flachgedeckte Saalbau besitzt einen eingezogenen, dreiseitig geschlossenen Chor. Der quadratische Westturm wird von einem Pyramidenhelm über Giebel abgeschlossen. Die Fresken stammen von 1934.
Die Ausstattung von Johann Buchenberger stammt aus dem Jahr 1939. Im Hochaltar steht eine Schnitzgruppe mit der heiligen Felicitas und ihrer Söhne von August Schmidt. Ein Leuchterengel wird um 1500 datiert.